# Campoletis obstructor
Campoletis obstructor är en stekelart som först beskrevs av Smith 1878.  Campoletis obstructor ingår i släktet Campoletis och familjen brokparasitsteklar. Inga underarter finns listade.